# Enrico Pianetta
Enrico Pianetta (Tortona, 6 maggio 1944) è un politico italiano, Coordinatore Nazionale Seniores di Forza Italia.

## Biografia
Senatore della Repubblica di Forza Italia per 3 Legislature consecutive. Nel 2008 è eletto alla Camera dei deputati. Dal 2013 è presidente di Forza Italia Seniores.
Dal 24 marzo 2014 partecipa al Comitato di Presidenza del partito. È anche Vice Presidente Seniores del partito in Lombardia. Il 12 maggio 2020 Berlusconi nomina un nuovo coordinamento di 14 persone tra le quali c’è anche Pianetta.